# Carlos Enrique Díaz Sáenz Valiente
Carlos Enrique Díaz Sáenz Valiente Bachman, född 25 januari 1917 i Mar del Plata, död 14 februari 1956 i Villa Berna, var en argentinsk sportskytt.
Han blev olympisk silvermedaljör i snabbpistol vid sommarspelen 1948 i London.